# Braco Doblekar
Jože "Braco" Doblekar, slovenski saksofonist, vokalist, tolkalist, skladatelj, dirigent in producent, * 19. februar 1944, Sveti Jurij, Grosuplje
Braco Doblekar je kot saksofonist, tolkalist ali vokalist igral v mnogih znanih ansamblih v bivši Jugoslaviji in Sloveniji, kot so: The Generals, Srce, September, Hazard, Jugoslovenska pop selekcija, ... Zadnjih dvajset let se posveča pedagoškemu delu z mladimi. Ustanovil je Big band Grosuplje in Big band DOM, s katerim še vedno uspešno nastopa.
Braco je dobitnik dveh največjih občinskih nagrad; nagrade z zlatim znakom občine Grosuplje in priznanja občine Dobrepolje za izjemno uspešnost in ustvarjalnost na glasbeno-pedagoškem področju.

## Biografija
Jože Doblekar, kasneje je dobil nadimek Braco, se je rodil leta 1944 v Sv. Juriju pri Grosupljem. S 13. leti in pol je prvič nastopil v radijski oddaji "Na vasi" prav v Kulturnem domu Grosuplje s kvintetom Štefana Biščaka, s katerim je potem veliko nastopal po veselicah. Od takrat naprej tako rekoč še ni odšel z odra. S prihodom v Ljubljano se je pridružil kvintetu Veseli Šentviščani, ki so bili v tistem času eni izmed redkih, ki so posneli skladbo na radiu.
Po odsluženem vojaškem roku je odšel v tujino, najprej s kvartetom Toneta Perkota in kasneje z mednarodnim ansamblom The Generals, v katerem sta igrala tudi Tihomir Pop Asanović in Čarli Novak. Kasneje se je skupini pridružil še Janez Bončina. Ko so se vrnili v Jugoslavijo, so imeli turnejo "Adriatic Show". Po razpadu skupine The Generals so v Ljubljani leta 1972 ustanovili slovenski glasbeno skupino Srce. Zasedbo skupine Srce so sestavljali pevec in ustanovitelj Janez Bončina Benč, bas kitarist Čarli Novak, kitarist Marjan Malikovič, bobnar Pavle Ristić in Braco. Braco se je po razpadu skupine Srce pridružil skupini September, ki sta jo ustanovila Asanović in Benč. Poleg njiju in Braca, so v prvi zasedbi skupine bili še Pero Ugrin, Čarli Novak in Ratko Divjak. Njihova glasba je združevala jazz in rock in je bila odmevna tudi v mednarodnem prostoru. September je bil neke vrste ambasador jugoslovanskega rocka v tujini; v obdobju 1976–1979 so gostovali v Vzhodni Evropi, Sovjetski zvezi, Belgiji, Italiji, na Kubi, v Nemčiji, Franciji in nazadnje v ZDA, kjer so posneli svoj drugi album.
Po vrnitvi v Slovenijo je Braco delal kot producent v studiu Akademik. Od leta 1981 do 1983 je bil član zelo uspešne skupine Hazard. Njihova prva pesem je bila Vsak je sam, vse naslednje skladbe pa so tudi postale uspešnice (Marie, Kopalnico ima, Bistro, Najlepše pesmi, Nena ...).
Posnel je dva samostojna albuma, sodeloval na preko tridesetih albumih kot glasbenik in še na mnogo več kot glasbeni producent.
Da bi bil bližje svoji mami, se je preselil v Grosuplje in začel poučevati na Glasbeni šoli Grosuplje. V šolskem letu 1997/98 je ustanovil Big Band Glasbene šole Grosuplje, kasneje pa še Big Band DOM (Dobrepoljski orkester mladih), ki obstaja že 12 let.
Leta 2012 se je Braco kot glasbeni pedagog upokojil. Še vedno pa je umetniški vodja Big Banda DOM.
Braco je dobitnik dveh največjih občinskih nagrad; nagrade z zlatim znakom občine Grosuplje in priznanja občine Dobrepolje za izjemno uspešnost in ustvarjalnost na glasbeno-pedagoškem področju.

## Diskografija
- Mir, prijateljstvo, ljubezen (1996)

### S skupino Srce
- "Gvendolina, kdo je bil" (1972)

### S skupino September
Albumi
- Zadnja avantura (1976)
- BOOM '76 (1976)
- Randevu s muzikom (1977)
- Domovina moja (1979)
- The Best of September (2003)

Singli
- "Luduj s nama" (1976)
- "Prle upeco ribu" (1977)
- "Domovino moja" (1978)

### Z Jugoslovansko pop selekcijo
- Slatka Lola (Najljepše pjesme Đorđa Novkovića) (1975)

### S skupino Hazard
Albumi
- Največji uspehi vol. 1 (1981)
- Največji uspehi vol. II (1983)
- Najlepše pesmi (1997)
- Hazard 2006 (2006)
- Hazard Forever LIVE! (2013)

Singli
- "Marie, ne piši pesmi več" (1981)
- "Bistro" (1982)
- "Najlepše žene tek dolaze" (1982)